# Saft S.A.
Saft es una compañía multinacional que diseña, desarrolla y fabrica baterías utilizadas en el transporte, la industria y la defensa. Con sede en Francia, tiene presencia internacional.

## Historia

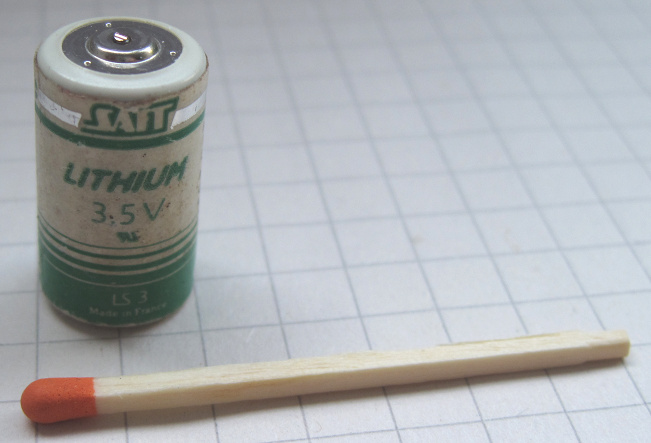
La vieja Saft ER14250 (½AA), batería de litio con un fósforo de escala.

### Inicios
La llamada Société des Accumulateurs Fixes et de Traction (Saft) fue fundada en 1918 por Víctor Hérold, que desde 1913 venía fabricando baterías para las carretas de equipaje utilizadas en estaciones de ferrocarril o para el encendido de las locomotoras de la compañía de trenes París-Lyon-Marseille Company (PLM). En 1924, la compañía salía parcialmente a Bolsa. En 1928, la Compagnie Générale Electrique (luego Alcatel) la adquiría.  En 1949,  introduce un tipo nuevo de batería alcalina. La compañía ensanchó su gama de actividades y mercados, incluyendo plantas de energía, industrias y sistemas telefónicos en general. Introdujo un sistema de fabricación revolucionario con un gran impacto en el campo aeronáutico. En 1953, la Armada de los Estados Unidos le encargó 2000 baterías de 24 V. El contrato con el ejército de EE. UU. era de $8,844,527 de dólares en 2016. En 1980, junto con PSA, Saft realizó un estudio para evaluar el potencial de utilizar baterías en coches eléctricos. Durante los años siguientes, la inversión se centró en construir una línea robótica sofisticada.

### Crecimiento global

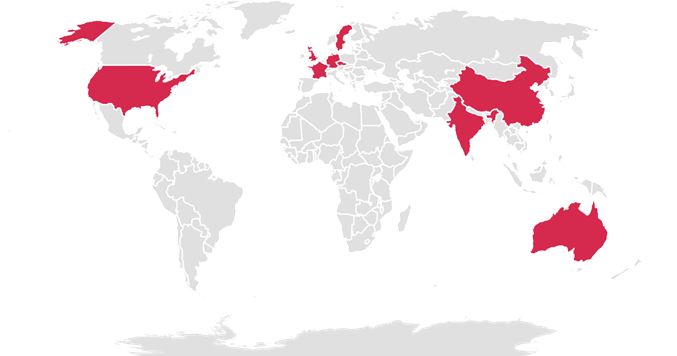
Mercados globales de Saft (fábricas en 2012).

Hacia 1940, Saft abrió una filial en el Reino Unido y en 1970, una en los Estados Unidos. En la década de 1980, la compañía recala en Singapur y continuó su expansión. Devenga el fabricante principal de níquel-baterías de cadmio tanto en el sector de aviación y en el sector de ferrocarril. En 1995 Alcatel saca a la compañía del mercado de valores y adquiere el 100% de sus participaciones. Más tarde, Saft adquiere Nife y Alcad, sus principales rivales, así como la compañía checa Ferak. En 2001 padece un contratiempo y vende sus instalaciones en Corea y México. El mismo año adquiere Invensys plc, la compañía estadounidense de Hawker Eternacell, el proveedor principal de baterías de litio de las fuerzas armadas estadounidenses y británicas. También tomó el control de las compañías estadounidenses ASB y Sonnenschein Lithium.
En 2003,  adquiere la compañía alemana Friemann und Wolf Batterietechnik GmbH (Friwo), y toma posiciones en Emisa y Centra, de Exide.

### Doughty Hanson Funds
En 2004, la firma de capital riesgo Doughty Hanson Funds adquirió la compañía Alcatel, con un coste de 900 millones de euros, con el 100% de participación en Saft, y la sacó a Bolsa en el índice Euronext en junio de 2005.
En julio de 2005, Saft acuerda la compra del 51% de AMCO System Power. En enero de 2006 Saft y Johnson Controls anuncian un acuerdo para desarrollar productos y vender baterías de tecnología avanzada para vehículos eléctricos e híbridos.
En mayo de 2006, EADS y Saft América, a través de ASB, crearon una nueva filial en Cockeysville, Maryland, con el propósito de suministrar baterías a la industria militar. En abril de 2007, Doughty Hanson se desprendió de toda su participación en Saft, a través de una oferta rápida de 6.8 millones de participaciones llevada a cabo por Goldman Sachs a un precio de 23.75 euros por acción.

### Auge y caída de la sociedad Johnson Controls
En enero de 2008 Johnson Controls-Saft abrió la primera fábrica de producción para batería de vehículos híbridos de litio-ion en Nersac, Francia. En 2009, Johnson Controls-Saft comenzó la construcción de una planta de baterías de ion en Míchigan, mientras Saft construyó otra en Florida. A pesar de las apariencias, Johnson Controls estaba cada vez más descontento con las restricciones del acuerdo y buscó un aliado más importante. En mayo de 2011, la compañía norteamericana pidió la disolución del acuerdo Johnson Controls-Saft Advanced Power Solutions LLC a la Delaware Court de Chancery. Las dos compañías acordaron su separación y Johnson Controls pagó a Saft 145 millones de dólares como reparación por las tecnologías desarrolladas. Johnson Controls retuvo la fábrica de Míchigan construida por la sociedad.

### Proyectos
Saft aceleró su crecimiento a través de adquisiciones en 2012 después de hacer efectiva su separación de Johnson Controls y refinanciar su deuda. En febrero de 2013, se hacen públicos los problemas de Boeing, en su modelo Boeing 787 y de Airbus en su modelo A350, aunque la compañía públicamente negó un impacto importante.
En julio de 2013 Saft consiguió un contrato de $6.5 millones para suministrar superbaterías de litio-ion para el Lockheed Martin F-35 Lightning II
Saft también suministra la batería para el Exagon Furtive-eGT, un vehículo deportivo eléctrico producido por Exagon Motors. La batería es capaz de hacer 3,000 ciclos de carga mientras conserva el 80% de su capacidad.

## Divisiones

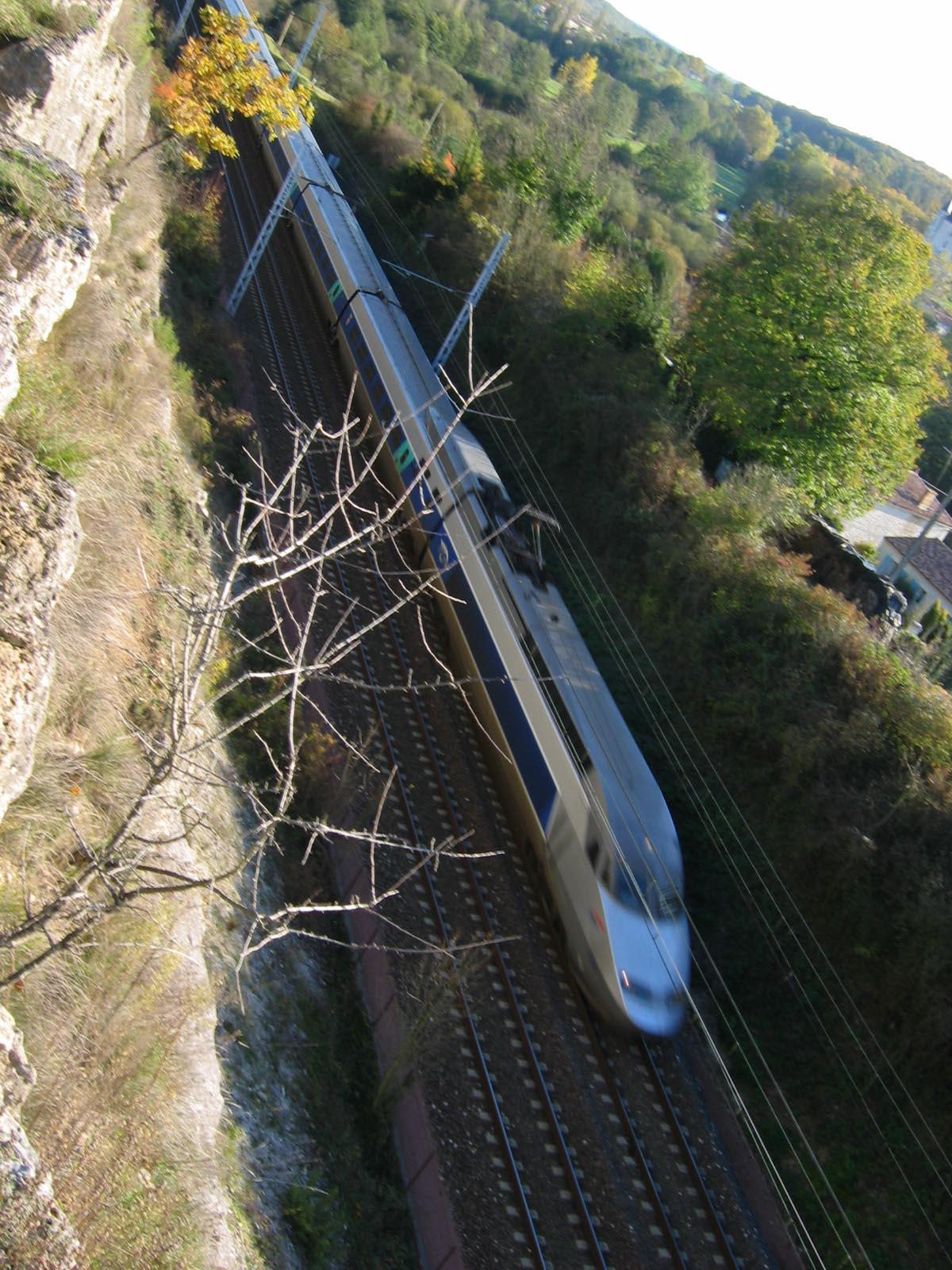
Un TGV Atlantique tren en su manera a París. SNCF Es uno de los clientes importantes de Saft.

### Industrial Battery Group (IBG)
Produce níquel rechargeable baterías para la industria y el transporte. El uso de sus productos incluye:
- Seguridad de aeronave y empezando sistemas.
- Alto-trenes de velocidad.
- Redes de transporte urbano, incluyendo tranvías, metros, y señalando sistemas.
- Atrás-arriba sistemas de poder.
- Aceite y plantas gasistas.
- Instalaciones industriales
- Generación de poder y sistemas de distribución.
- Redes de telecomunicaciones.
- La emergencia que enciende.
- Electrónica profesional.
- Almacenamiento para sistemas de energía renovable.[1][2]

### Specialty Battery Group (SBG)
Produce litio y rechargeable litio-sistemas de almacenamiento de energía de ion para el electrónicos, defensa, e industrias espaciales. Están utilizados en:
- Metros de utilidad.
- Colección de peaje electrónico.
- Lectores de metro automatizado y carretera tolling sistemas.
- Sistemas de comunicación militar.
- Satélites.
- Torpedoes.
- Lanzadores espaciales.
- Vehículos híbridos militares.
- Submarinos pequeños.
- Misiles
- Noche-anteojos de visión.
- Sistemas de GPS.
- Equipamiento médico.
- La ventaja que sigue.
- Sonobuoys.
- Memoria de ordenador atrás-arriba de sistemas.
- Radios y otros sistemas portátiles para uso militar.[1][2]